# Gyula Cseszneky
Greve Gyula István Cseszneky de Milvány et Csesznek (28. juni 1914 i Nagymajor – efter 1956 i Brasilien) var en ungarsk digter, oversætter og politiker.